# 出
出 (sortir) est un kanji composé de 5 traits. Il fait partie des kyōiku kanji de 1re année.
Il se lit  ou スイ (sui) en lecture on et で.る (de.ru) en lecture kun.

## Exemples
- 出る (deru) : sortir.
- 出す (dasu) : faire sortir.
- 出来る (dekiru) : être possible.
- 出来事 (dekigoto) : incident.
- 出掛ける (dekakeru) : sortir de chez soi.
- 日の出 (hinode) : lever du soleil.
- 思い出す (omoidasu) : se souvenir.
- 出発 (shuppatsu) : départ.
- 出版する (shuppan suru) : éditer (un livre).
- 出納 (suitoo) : recettes et dépenses.